# Alexander Kravchenko
Alexander Kravchenko (em russo:  Александр Кравченко, Arcangel, Rússia 21 de abril de 1971) é um jogador de pôquer profissional. Em 2007 Kravchenko foi campeão do evento $1,500 Omaha Hi/Lo Split 8 or Better e o quarto colocado no evento principal da Série Mundial de Pôquer.

## Biografia

### Início
Casado e pai de dois filhos , antes de tornar-se um jogador de pôquer profissional, Kravchenko trabalhava como investidor, investindo em diferentes negócios e obtendo bons rendimentos, mas ele acreditava que poderia lucrar ainda mais jogando nos cassinos locais perto de Moscou.  Começou jogando blackjack, e depois jogando oasis pôquer, uma das variações do jogo, no entanto, no fim dos anos 90, a modalidade de pôquer que estava sendo mais jogada nos cassinos e garantindo maiores ganhos em dinheiro nos torneios era o texas holdem, e Alexander decidiu iniciar a jogar nesta modalidade também. Em 1997, os cassinos de Moscou começaram a oferecer jogos de Texas Hold'em, Kravchenko começou a aprender o jogo através de tentativa e erro, mas rapidamente já adquiriu as habilidades básicas para o jogo. Ele começou a obter sucesso na modalidade texas holdem em mesas a dinheiro nos cassinos de Moscou, bem como  em pequenos torneios. Em 1998 Alexander deu início a sua carreira profissional, viajando por toda a Europa e participando de torneios de pôquer ao vivo em diferentes modalidades. Sua primeira vitória em torneios ao vivo foi em 2001 no Austrian Masters, disputando um evento na modalidade Pot-Limit Omaha, que lhe rendeu um prêmio de US$ 9.397,00.
Depois de anos de ganhos consideráveis em torneios ao redor da Europa, Alexander obteve seus melhorores resultados no ano de sua 2007, quando participou da Série Mundial de Pôquer daquele ano.
Seus ganhos totais em torneios ao vivo atualmente ultrapassam US$ 3.500.000,00 o que o torna o maior jogador de pôquer da Rússia com os maiores rendimentos de todos os tempos. Ele também ganhou muitos prêmios jogando pôquer on line em sítios na internet e conquistou seu primeiro bracelete do World Championship of Online Poker - (WCOOP) ao vencer o torneio 8-Game com taxa de inscrição de US$ 10.300,00 em 2010, conquistando um prêmio no valor de US$ 345.800,00.
Alexander é um membro do Team PokerStars Pro e joga pôquer on line com o apelido Kravchenko.

### Série Mundial de Pôquer 2007
Kravchenko iniciou sua participação na série mundial daquele ano, disputando o evento Omaha Hi/Lo Split 8 or Better com taxa de inscrição de US$ 1.500,00 no qual sagrou-se campeão, conquistando seu primeiro bracele de ouro, troféu dado aos vencedores dos torneios da Série Mundial de Pôquer, e um prêmio em dinheiro no valor de US$ 228.466,00.  Nesta mesma edição da série mundial, Alexander participou de outros quatro eventos, nos quais obteve outros quatro prêmios em dinheiro, incluindo sua presença numa mesa final no evento H.O.R.S.E com taxa de inscrição de US$ 5.000,00.
Sua participação no evento principal da Série Mundial de Pôquer de 2007 também lhe garantiu um grande resultado. Alex disputou o torneio com outros 6.354 outros jogadores e chegou à mesa final do torneio.  Acabou terminando em 4º lugar e ganhando um prêmio no valor de US$ 1.852.721,00.

### Série Mundial de Pôquer Europa
Dois meses depois, Alexander viajou para Londres a fim de disputar a primeira Série Mundial de Pôquer Europa, onde também alcançou a mesa final do evento H.O.R.S.E com taxa de inscrição no valor de £ 2.500,00, neste evento ele terminou em 5º lugar com $ 35.671,00 em prêmio.

### World Poker Tour
Kravchenko já obteve quatro prêmios em dinheiro em suas participações na World Poker Tour, entre eles um 13º lugar conquistado no WPT Mandalay Bay Poker Championship.

### European Poker Tour
Em 2009 Alexander ganhou cerca de US$ 60.000,00 em prêmios eu sua participação em dois eventos da European Poker Tour daquele ano.
Em 2011, Kravchenko quase alcançou a mesa final do European Poker Tour Snowfest, ele finalizou sua participação no torneio na 16ª colocação, conquistando um prêmio de € 11.450,00.

### Outros torneios
Kravchenko obteve inúmeras vitórias em torneios de pôquer na Europa. Ele venceu na Áustria o Austrian Masters Championship Pot Limit em 2001 e no ano seguinte, na Finlândia, ganhou o título do torneio Helsinque Frezeout, na modalidade texas holdem.
Em sua terra natal, Kravchenko também alcançou outros prêmios, ele venceu o russo Russian Pot-Limit Championship em 2001, finalizou em 3º lugar em uma de suas participações no torneio Moscow Millions e faturou US$ 77.000,00 em prêmios. Em 2011 ficou bem perto de ganhar um evento holdem Russo, ficando na segunda colocação no RPS Kiev.
Em 2009, em sua participação no evento principal do Russian Poker Tour, Kravchenko alcançou mais uma mesa final, encerrando o torneio na 8ª colocação e obtendo um prêmio de US$ 40.888,00.
Em 2011, Kravchenko fica próximo de vencer o torneio Russian Poker Series, tendo alcançado a mesa final e terminado na 2ªcolocação, eliminado pelo jogador Harry Tevosov, conquistando um prêmio de US$ 113.000,00.

## Curiosidades
Kravchenko foi o primeiro Russo a ganhar um bracelete da Série Mundial de Pôquer.

## Braceletes na Série Mundial de Pôquer
| Ano  | Preço de Inscrição (Buy-In) | Evento                        | Prêmio (US$)   |
| ---- | --------------------------- | ----------------------------- | -------------- |
| 2007 | US$ 1.500,00                | Omaha Hi/Lo Split 8 or better | US$ 228.446,00 |